# Шугалей 2
Шугалей 2 — российско-тунисский боевик режиссера Максима Бриуса, анонсированный 6 сентября 2020 года. Кинокартина основана на реальной истории двух россиян, попавших в плен к боевикам в Ливии.

## Предыстория
17 мая 2019 года в Ливии были арестованы двое россиян — социолог, руководитель полевой исследовательской группы Фонда защиты национальных ценностей Максим Шугалей и его переводчик Самер Хасан Али Суэйфан (ранее Фонд обвинялся во вмешательстве в ряд выборных кампаний в африканских странах), которых обвиняли в попытке повлиять на президентские выборы. Прокуратура временного правительства Ливии в Триполи заявляла, что россияне пытались добиться встречи с Саифом аль-Исламом Каддафи. В частности, им дважды удалось посетить политика в его доме в Эз-Зинтане. Министерство иностранных дел Российской Федерации обратилось с официальным запросом в МИД Ливии для выяснения обстоятельств задержания. Россиянам не предоставили адвоката и не допустили сотрудников посольства. Российские дипломаты направили властям Ливии ноту протеста. Глава Фонда защиты национальных ценностей Александр Малькевич заявил, что «никого не смущает, что выборов нет». Малькевич отметил, что в Ливии даже не принят закон о выборах, в нарушении которого обвиняют россиян. 22 июля появилась информация о том, что ливийские адвокаты отказываются работать с россиянами, потому что арестованы все, кто хоть как-то взаимодействовал с ними, пытался помочь или узнать их судьбу. В ФЗНЦ при этом заявили, что их сотрудников пытали в тюрьме, а сам кризис назвали «политическим шантажом».
1 мая 2020 года вышел фильм «Шугалей», снятый по инициативе и при поддержке ФЗНЦ. Глава Фонда защиты национальных ценностей Александр Малькевич, который активно следил за судьбой захваченных россиян Максима Шугалея и Самера Суэйфана и частично участвовал в их освобождении, заявил, что показ фильма должен привлечь общественность к их истории, а также поможет сдвинуться с мёртвой точки в переговорах по их возвращению.

## Сюжет
Действия фильма происходят через год после первой части. Максим Шугалей и Самер Суэйфан всё ещё содержатся в тюрьме Митига боевиками, связанными с правительством национального единства Фаиза Сараджа. Его оппонент фельдмаршал Халифа Хафтар вследствие начала турецкой интервенции приостанавливает наступление на столичный Триполи и приказывает отойти к линии Сирт—Джуфра, где сейчас разворачиваются основные бои.
Силы Сараджа и их западные спонсоры подключают либеральные российские СМИ, чтобы через них донести мысль о шпионаже со стороны заключённых против триполитанских властей. В то же время Шугалея и Суэйфана заставляют признаться в сборе разведданных во время своей социологической миссии, однако те не соглашаются. Между тем Максим передаёт на волю весточки, включая информацию об укладе жизни боевиков и их пособников, собранную во время заключения. В какой-то момент боевики узнали о каналах связи Шугалея и убирают всех, кто участвовал в передаче сообщений.
В этот момент Фаиз Сарадж оказывается в затруднительном положении из-за русских, так как с одной стороны их нельзя отпустить, потому что пленные могут раскрыть опасные данные. С другой стороны, Шугалея и Суэйфана нельзя убить, так как это повлечёт за собой различные осложнения. Тогда решено было перевести пленных из тюрьмы боевиков в более комфортабельные условия. После этого российские дипломаты, которые занимались вопросом освобождения соотечественников, теряют информацию о местонахождении заключённых.
Фильм заканчивается титрами, где было сказано, что судьба Шугалея и Суэйфана остаётся неизвестной.

## В ролях
| Актёр                 | Персонаж                |
| --------------------- | ----------------------- |
| Кирилл Полухин        | Максим Шугалей          |
| Олег Абалян           | Самер Хасан Али Суэйфан |
| Сергей Яценюк         | Александр Прокофьев     |
| Екатерина Решетникова | Наталья Шугалей         |
| Руслан Барабанов      | банкир                  |
| Олег Метелёв          | Халифа Хафтар           |